# جيمس كارول (صحفي)
جيمس كارول (بالإنجليزية: James Carroll)‏ هو صحفي أمريكي، ولد في 22 يناير 1943 في شيكاغو في الولايات المتحدة.

## وصلات خارجية
- الموقع الرسمي